# The First Tree
『The First Tree』は、アメリカのゲームクリエイターであるDavid Wehleが開発・発売した3Dアクションゲーム。

## 概要
行方知れずの家族を見つけようと旅を続ける雌のキツネが、やがて、生命の起源とされる「はじまりの樹」へ辿り着くまでを描く物語。数種類の広大なオープンワールドのフィールドが舞台となり、二段ジャンプなど比較的シンプルな操作で各所にある光球を集めつつゴール地点への到達を目指す。
上記の物語は、アメリカに住む男性ジョセフが見た不思議な夢という設定になっており、フィールドの特定箇所にある記憶の断片をキツネが掘り起こすことで、ジョセフが自身の父親に抱いてきた葛藤や絆のエピソードが明らかになっていく。このエピソードはジョセフがパートナーの女性レイチェルに向けて語るという形式でナレーションのように挿入され、2人の声はWehleとWehleの妻がそれぞれ担当している。
キツネを主人公とした理由について、Wehleは、妻の姓（Fox）であることと妻のお気に入りの動物であることが大きな要因とし、父親のエピソードを用いたことについては「（本作発売の）数年前に突然父を亡くしたことに基づいており、人生には死が伴うこともあるという話を書いてみたかった」と語っている。また、影響を受けた作品として、ゲームソフトでは『Gone Home』『Firewatch』における家族の物語や『風ノ旅ビト』のアートの方向性を、ゲームソフト以外では、いずれも親子関係をテーマとしたコーマック・マッカーシーの小説『ザ・ロード』とテレンス・マリック監督映画『ツリー・オブ・ライフ』を挙げている。

## 評価
- Emotional Games Awards 2018 「Best Emotional Game」「Best Emotional Music」ノミネート[19]